# 高原兄
高原 兄（たかはら けい、本名：高原 茂仁（たかはら しげひと）、1959年4月10日 - ）は、日本のシンガーソングライター・タレント・実業家。高雄電設株式会社代表取締役社長。愛称は、アニィー、グレート高原など。
富山県富山市出身。血液型はA型。

## 来歴
高岡日本大学高等学校 (現:高岡向陵高等学校) 卒業後、名古屋商科大学在学中に、フォークソング同好会のメンバーと共に「アラジン」を結成。グレート高原としてリーダー兼ボーカルを担当。実は高原自身はポール・モーリア、小椋佳といったメロディアスな音楽に傾倒かつ志向しており、完全にシャレのつもりで作った曲「完全無欠のロックンローラー」がポプコンおよび世界歌謡祭でグランプリを受賞。そのまま同曲でデビューし大ヒットとなるも後が続かず、2年ほど活動したのち1983年に解散。
アラジン解散後、ニッポン放送『ヤングパラダイス』のパーソナリティに抜擢される。「若者に慕われる兄貴分のような存在として売り出したい」という局側の狙いもあり、現在の芸名高原兄に改名したが、富山弁が抜けない喋りが問題視され、10ヵ月で三宅裕司に代わられてしまう。一度は芸能界から身を引くことも考えたが、名古屋テレビ『オジャマンないと!』（1984年 - 1994年）に起用され番組終了までレギュラーを務めた。
最初の頃は来る仕事を選んでいたが、1991年に第一子となる長女（一人娘）が生まれたことによって「（子供を）何とかしなくちゃいけない」と仕事を選ばずにやっていった結果、自ずと仕事がうまく回るようになったという。
2000年11月に電気工事会社を経営していた父親が死去し、会社を継ぐため地元の富山県へ帰郷。現在はローカルタレントとして富山に根を下ろして活動しており、県内のテレビやラジオ、イベントに数多く出演し、好評を博している。
島田紳助とはアラジン時代に『オレたちひょうきん族』に出演したことがきっかけで親交があった。紳助のTBSラジオ『スーパーギャング』（1988年4月 - 1989年3月）のレギュラーや、1990年に結成された島田紳助&バスガス爆発楽団への加入、フジテレビ系列『クイズ!ヘキサゴンII』や日本テレビ系列『人生が変わる1分間の深イイ話』で紳助がプロデュースしたユニットの楽曲の作詞（紳助）・作曲（高原）コンビを組むことが多かった。また性格について「いい奴。彼のいいところは人の悪口を1回も言わないこと」と高原を評している。
羞恥心については、下積みをしていない自分とは違って、下積みをやっているので礼儀正しくしっかりしていると評価。またつるの剛士に対してはお笑い芸人歌がうまい王座決定戦スペシャル直後にもかかわらず、レコーディングでの歌唱力の良さを評価、上地雄輔に対しては知り合いに頼まれ丁寧にサインを求めた所「何言ってるんですか、高原さんのためだったら何枚でも書きますよ」と言ったエピソードがある。
堀江淳とドロップアウターズを結成したが、業界ではウケたものの、世の中に出ることはなかった。
その後KNBラジオ『高原兄の5時間耐久ラジオ 長て長てこたえられんが』の企画で2006年6月17日KNB第3スタジオで再結成し、抽選に応募したリスナー（全員）の前でライブを行った。
紳助作詞の「南の島」（香田晋が『おかあさん』のカップリングとして「南の島〜友へ〜」のタイトルでカバー。羞恥心も同じタイトルでカバーしており、アルバム『WE LOVE ヘキサゴン』に隠しトラックとして収録）や、CD化はしていないが、富山競輪CMソング「リンリンとやまケイリン」、『高原兄の5時間耐久ラジオ 長て長てこたえられんが』（後述）と『ヘルシア緑茶』とのタイアップソングである「ヘルシア賛歌」などを発表している。この他「電気DE元気」など、非売品ではあるがCD化されたものもある。
また、鈴鹿8時間耐久ロードレースでは毎年トークショーやミニコンサートなどのステージイベントに出演、このことからモータースポーツファンから「8耐男」として親しまれていた。また紳助作詞の『風よ、鈴鹿へ』は鈴鹿8耐イメージソングとして歌われている。
2002年7月7日、アラジンの再結成同窓会ライブの際にもボーカルとして参加。
2011年8月27日放送分の『5時間耐久ラジオ』内で8月23日に芸能界引退した島田紳助について語った。
2009年に南砺市、2011年に舟橋村の歌を作曲した。2014年に発表された黒部宇奈月温泉駅の発車メロディも高原が作曲したものとなった。2017年には、富山県警察の特殊詐欺被害防止のための「だまされんちゃ県民応援団長」に就任。被害防止ソングも作詞作曲した。2018年3月、地域に根ざした作曲家として評価され、富山新聞社第48回芸術賞を受賞した。

## 人物
富山県富山市出身。名古屋商科大学卒業。
バンド「アラジン」の元ボーカル。同バンドで自作自演した「完全無欠のロックンローラー」のヒットで知られたが、2007年に入って以降、Pabo、羞恥心、この両者を統合したユニット・アラジンなどに提供した一連の楽曲が次々にヒットし、作曲家として遅咲きの花を咲かせた。
演歌歌手の立山登は声は似ているが別人（高原兄談）。ただし、二人とも「そこんとこ、ヨロシク！」が口癖である。

## エピソード
- 音楽をやり始めたきっかけは小椋佳で、高原が小椋佳が好きで、「神様」と思うほどの熱狂的なファン[5]。
- 番宣番組に出た時に、羞恥心で儲けた時の印税は「一切もらっていない」と言っている（番組内では、羞恥心の印税で、羞恥心御殿なる豪邸を建てたと言われる）。ただ、日頃バカにされていた家族からは、「見たかパパの実力」と家族から一目置かれるようにはなった。

## 出演

### テレビ
- ぱろぱろエブリデイ（CBC）
- 紳助の人間マンダラ（関西テレビ）
- いっちゃん☆KNB（北日本放送）
- MOONラビット（千葉テレビ放送）
- BBTスペシャル「高原兄の2000年Toyamaキットキト」（富山テレビ、1999年12月6日放送）
- オールスター感謝祭(TBS、2000年4月1日放送) - 越前屋俵太の代役
- BBTスペシャル（富山テレビ） - 不定期出演
- オジャマンないと! → 王者マンへの道（メーテレ）
- クイズ!ヘキサゴン・クイズ!ヘキサゴンII - 不定期出演
- めざましテレビ公認 わがまま!気まま!旅気分（富山テレビ制作分に出演）

### ラジオ
- ヤングパラダイス（ニッポン放送、1983年 - 1984年）
- 島田紳助のスーパーギャング（TBSラジオ、1988年4月15日 - 1989年4月7日）
- 高原兄の一発deナイト（北日本放送、2001年10月1日 - 2003年3月25日）
- 伊藤・高原のらじおワンダーパーク（北日本放送、2003年4月 - 2004年10月）
- 高原兄の5時間耐久ラジオ 長て長てこたえられんが（北日本放送、2004年10月 - 現在）
- 高原兄のサンクス・スマイル・ミュージック（FMとやま）
- ラジオ富山人 (NHK富山)

### CM
- 北陸電力・北陸電力リビングサービス「エコキュート」
- 富山地上デジタル放送推進協議会「アナログテレビ放送終了啓発」（2009年）
  - Dpaサイト上で2作品が公開されている。
- ローソン（2011年・富山県限定）

## ディスコグラフィー

### シングル
- 名古屋ワンナイト・ラブ
- 風よ、鈴鹿へ（1992年6月3日、トーラスレコード。作詞・島田紳助）
- ひょっとこブルース（1992年12月2日）
- もしも君がここにいれば（1993年7月7日）
- 完全無欠のロックンローラー（社会編）（1994年6月8日）

カップリングには「天下無敵の一発屋」を収録。
「天下無敵の一発屋」はニュースステーションの野球コーナー「プロ野球1分勝負」に使われていたことでも知られる。同曲は2008年に一発屋2008に提供した。
- 古今東西チャーハンマン（1995年4月8日）
- 四角四面の俺だから〜マリコ（1995年9月25日）
- 一攫千金ブブンブン（土建屋よしゆきwith高原兄名義）（1997年11月21日）

カップリングには「現場でサンバ」を収録
- ホンマかいな!（1998年2月25日）
- 他力本願〜In It For The Money〜（1994年11月9日）

ヒューイ・ルイス&ザ・ニュースのリーダーのヒューイ・ルイスが提供。ダメもとでオファーしたところ気に入られ、楽曲提供が実現した。

### その他
- 兄弟ロボだぜ!スターファイブ（1990年「地球戦隊ファイブマン」挿入歌）
- 口から火吹くじゃ（KNBラジオ「高原兄の一発DEナイト」）
- 雨の万葉線（KNBラジオ「高原兄の一発DEナイト」）
- 電気DE元気（北陸電力CMソング）※非売品
- リンリンとやまケイリン（富山競輪CMソング　高原兄富山コレクション（後述）に収録）
- がんばらんまい（富山テレビの企画[要出典]から誕生）
- ヘルシア賛歌（KNBラジオ『高原兄の5時間耐久ラジオ 長て長てこたえられんが』と『ヘルシア緑茶』とのキャンペーンのタイアップソングとして生まれた）
- キラキラほたるいかだよ！（『BBTスペシャル』2001年3月19日放送分「富山発 高原 兄のおらっちゃのほたるいか」の番組内にて披露[6]）
- サンクスあんばいい（サンクスのエリアフランチャイザーだったサンクスアンドアソシエイツ富山のCMソング）

### アルバム
- SQUALL（1993年8月4日）
- 只今参上（1995年10月25日）
- 高原兄 富山コレクション（2011年7月2日、デビュー30周年記念アルバム、北日本放送が発行・発売し、販路を同社ホームページからの通販と富山県内の主要有名書店・CD店、ローソンに限定し枚数も3000枚限定）
- 高原兄 富山コレクション2（2014年11月12日、こちらも同じく同社が発行・発売し上記で販売）

## 作曲
- 大阪の女（島谷ひとみのデビュー曲、作詞・島田紳助）
- FURIN（オール巨人・中條かな子　作詞・島田紳助）
- キトキトTOYAMA（2000年富山県イメージソング）
- まねきネコ ネコ（歌・杉田あきひろ、つのだりょうこ…NHK教育「おかあさんといっしょ」2000年11月・12月の歌）
- 富山県立水橋高等学校応援歌「ARCH」（作詞・阿閉真琴）
- 舞台「ばかはしななきゃなおらねぇ」（2002年）
- ワライ（伊藤敏博と共同作曲、1996年）
- おかあさん（歌・香田晋、作詞・島田紳助　クイズ!ヘキサゴンIIのエンディングテーマ）
  - カップリング「南の島 -友へ-」（香田晋、作詞・島田紳助）
- にっこり北陸銀行（北陸銀行CMソング　作詞・高原兄　歌・Tomomi　プレゼント限定の非売品だったが前述の「高原兄富山コレクション」に収録）
- 南砺市の歌「緑の里から」（歌・林道美有紀　作詞・南砺市のみなさん）

『BBTスペシャル』2004年11月1日放送分の「”GAPPEI（がっぺい）”シンフォニー なんと素敵な人・味・文化 ～本日誕生!南砺市のうぶごえ～」のエンディングにて披露。2009年に歌詞など一部を変更したうえ、サブタイトル「緑の里から」を追加。前述の「高原兄 富山コレクション」に収録された他、市内の図書館でCDの貸出が行われている。
- 我が敵は我にあり（RYOEI、作詞・島田紳助）
- 松原大樹君を励ます歌（作詞・大樹君の友達　2008年）
- ようやったね（中村美律子　CRパチンコサラリーマン　テーマソング　作詞・阿閉真琴 2008年）
- 何もかもが君だった（つるの剛士version）（つるのうた収録、歌・つるの剛士、作詞・カシアス島田 2009年）
- 男道/桃栗三年柿八年（歌・新選組リアン、作詞・カシアス島田 2009年）
- 誠（歌・新選組リアン、作詞・カシアス島田 2010年）
- 侍（歌・新選組リアン、作詞・カシアス島田 2010年）
- あの丘で（歌・アグネス・チャン、作詞・カシアス島田 2010年）
- 煌〜水の都から〜（作詞・高原兄　歌・Tomomi 2014年3月に北日本放送テレビで放送された「黒部〜水と暮らす未来へ」のエンディング曲。前述の「高原兄　富山コレクション2」に収録された他、2015年3月14日開業の北陸新幹線黒部宇奈月温泉駅の発車メロディにも採用）
- 南砺市立上平小学校校歌
- 「梅酒にかかってこい!」（歌・梅酒 withメンテナンス、作詞・梅酒(河村唯・酒井瞳) 高原兄 2016年) 女性アイドルグループ「アイドリング!!!」の後継アイドル集団「メンテナンス」との共作。インディーズ配給。
- 魚津市立星の杜小学校校歌[9]

### クイズ!ヘキサゴンIIの企画CD
| ユニット名               | メンバー                                                                             | 曲名                                  | 発売日         | 備考                                                                                           |
| ------------------------ | ------------------------------------------------------------------------------------ | ------------------------------------- | -------------- | ---------------------------------------------------------------------------------------------- |
| Pabo                     | 里田まい スザンヌ 木下優樹菜                                                         | 恋のヘキサゴン                        | 2007年9月26日  |                                                                                                |
| Pabo                     | 里田まい スザンヌ 木下優樹菜                                                         | グリーンフラッシュ伝説                | 2008年10月22日 | アルバム「WE LOVE ヘキサゴン」収録曲 「映画! たまごっち うちゅーいちハッピーな物語!?」の主題歌 |
| Pabo                     | 里田まい スザンヌ 木下優樹菜                                                         | 恋をしようよ                          | 2009年10月21日 | アルバム「WE LOVE ヘキサゴン2009」収録曲                                                       |
| Pabo                     | 里田まい スザンヌ 木下優樹菜                                                         | 恋                                    | 2010年3月17日  |                                                                                                |
| 羞恥心                   | 羞（つるの剛士） 恥（野久保直樹） 心（上地雄輔）                                     | 羞恥心                                | 2008年4月9日   |                                                                                                |
| 羞恥心                   | 羞（つるの剛士） 恥（野久保直樹） 心（上地雄輔）                                     | 泣かないで                            | 2008年6月25日  |                                                                                                |
| 羞恥心                   | 羞（つるの剛士） 恥（野久保直樹） 心（上地雄輔）                                     | 我が敵は我にあり                      | 2008年10月22日 | アルバム「WE LOVE ヘキサゴン」収録曲                                                           |
| 羞恥心                   | 羞（つるの剛士） 恥（野久保直樹） 心（上地雄輔）                                     | 弱虫サンタ                            | 2008年12月10日 |                                                                                                |
| ラクダとカッパ           | ラクダ（クリス松村） カッパ（山根良顕）                                              | ラクダになるぞ                        | 2008年5月21日  |                                                                                                |
| アラジン                 | 羞（つるの剛士） 恥（野久保直樹） 心（上地雄輔） 里田まい スザンヌ 木下優樹菜        | 陽は、また昇る                        | 2008年7月30日  |                                                                                                |
| 一発屋2008               | ダンディ坂野 小島よしお 波田陽区 金剛地武志                                          | 天下無敵の一発屋2008                  | 2008年10月22日 | アルバム「WE LOVE ヘキサゴン」収録曲                                                           |
| 里田まい with 合田兄妹   | 里田まい ジャイアン（藤本敏史） ジャイ子（misono）                                   | もうすぐクリスマス                    | 2008年11月12日 |                                                                                                |
| 里田まい with 合田兄妹   | 里田まい ジャイアン（藤本敏史） ジャイ子（misono）                                   | バイバイ                              | 2009年1月14日  |                                                                                                |
| トモとスザンヌ           | トモ（庄司智春） スザンヌ                                                            | 出会えてよかった                      | 2009年5月20日  |                                                                                                |
| 部長と部下               | 部長（牧原俊幸） 部下（中村仁美）                                                    | お台場の女                            | 2009年5月20日  |                                                                                                |
| 里田まい with 合田家族   | 里田まい ジャイアン（藤本敏史） ジャイ子（misono） 合田妹2号（神戸蘭子）             | Don’t leave me                        | 2009年6月17日  |                                                                                                |
| 里田まい with 合田家族   | 里田まい ジャイアン（藤本敏史） ジャイ子（misono） 合田妹2号（神戸蘭子）             | かわいい悪魔                          | 2009年12月9日  | アルバム「里田まい with 合田家族」収録曲                                                       |
| スベラーズ               | ダダ・スベリ（岡田圭右） チョイ・スベリ（小島よしお） 波田（波田陽区）               | ひとつ500円で買い取らせていただきます | 2009年9月30日  |                                                                                                |
| 矢口真里とストローハット | 矢口真里 大沢あかね さとう里香 元木大介 岡田圭右 原西孝幸 品川祐 山根良顕 クリス松村 | 風をさがして                          | 2010年1月13日  | アニメ「ONE PIECE」の 第12期オープニングテーマ                                                 |
| 品川祐とスベラーズ       | 品川祐 ダダ・スベリ（岡田圭右） チョイ・スベリ（小島よしお） 波田（波田陽区）        | サラリー☆マン                         | 2010年6月23日  |                                                                                                |

## 受賞歴
- 第12回世界歌謡祭グランプリ（1981年、「完全無欠のロックンローラー」）
- 第22回ポピュラーソングコンテストグランプリ（1981年、同上）